# 米哈伊利夫卡區

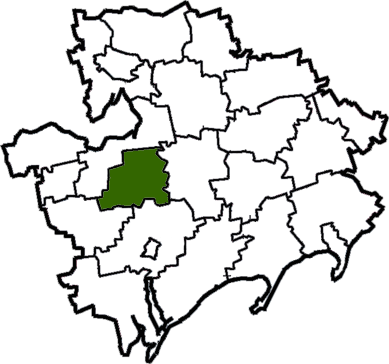
撤销前米哈伊利夫卡區在扎波羅熱州的位置

47°13′41″N 35°13′3″E / 47.22806°N 35.21750°E
米哈伊利夫卡區（烏克蘭語：Михайлівський район）曾是烏克蘭東南部扎波羅熱州的一個區，行政中心設於米哈伊利夫卡；原面積1,067平方公里，2013年人口29,672人，人口密度每平方公里27.8人。
该区在2020年7月18日的乌克兰行政区划改革中被撤销，改革后扎波羅熱州下分为5个区，其中米哈伊利夫卡 (瓦西里夫卡區)合并至瓦西里夫卡區。